# Belastingsfactor (constructieleer)
Een belastingsfactor is een factor waarmee een basisbelasting wordt vermenigvuldigd teneinde een rekenwaarde van de belasting te verkrijgen. De rekenwaarde van de belasting wordt vervolgens bij de verschillende toetsingen in een constructieberekening gebruikt, zodat een voldoende veilige bouwconstructie wordt verkregen. Een belastingsfactor is een partiële factor en brengt de onzekerheid in de grootte van de belasting in rekening. Andere partiële factoren zijn de materiaalfactor en de toegevoegde geometrische grootheid.
Een voldoende veilige constructie is een constructie waarbij de afstand tussen de optredende krachten en de opneembare krachten voldoende groot is.
Hierom worden de optredende krachten vergroot (door middel van de genoemde belastingsfactor) en de opneembare krachten verkleind (door middel van de materiaalfactor). Gecontroleerd wordt dan of

{\displaystyle \gamma _{f}*S\leq {\frac {R}{\gamma _{m}}}}
waarin: 

γf is de belastingsfactor

S is de belasting (van het Engelse solicitation)

γm is de materiaalfactor

R is de weerstand van de constructie (van het Engelse resistance)

Verschillende toetsingen zijn de bruikbaarheidsgrenstoestand (BGT), waarin het normale gebruik van een bouwconstructie wordt gecontroleerd en de uiterste grenstoestand (UGT), waar extreme gebeurtenissen, waar de veiligheid van mens en dier in het geding is, worden getoetst.
De grootte van de belastingsfactor is afhankelijk van het gewenste veiligheidsniveau en de verwachte afwijking in de aanname van de grootte van de belasting. Ten slotte wordt rekening gehouden met gunstig werkende en ongunstig werkende belastingen.

## Enkele factoren

### Veiligheidsniveau
Bij een constructie waar een hoog veiligheidsniveau wordt vereist zal de belastingsfactor ook hoger zijn. Voor een torenflat zal bijvoorbeeld een factor van 1,50 worden gebruikt, terwijl voor een carport een factor van 1,20 voldoende is. Bij toetsing van de bruikbaarheidsgrenstoestand wordt normaal gesproken een factor van 1,00 gehanteerd.

### Afwijking belasting
Het eigen gewicht van een constructie is goed te voorspellen. Hierbij zal over het algemeen dus een kleinere factor van toepassing zijn in vergelijking met verkeersbelastingen op een constructie.

### Gunstig werkende belasting
In een aantal gevallen zal een belasting gunstig werken. Hier wordt dan een belastingsfactor kleiner dan 1,0 gekozen (meestal 0,9 voor het eigen gewicht en 0 voor variabele belastingen), zodat de gunstige werking enigszins wordt beperkt.
statische belasting ·
dynamische belasting

permanente belasting · 
veranderlijke belasting · 
bijzondere belasting ·
momentane belasting

uiterste grenstoestand · 
bruikbaarheidsgrenstoestand ·
belastingsfactor

puntlast · 
lijnlast · 
vlaklast · 
verhinderde vervorming